# Konyár
Konyár là một thị trấn thuộc hạt Hajdú-Bihar, Hungary. Thị trấn này có diện tích 41,7 km², dân số năm 2010 là 2055 người, mật độ 49 người/km².